# Số sêri
Số sêri (tiếng Anh: serial number, còn gọi là số sêri nhà sản xuất hay MSN) là một mã duy nhất nhằm nhận diện một đơn vị hàng hóa riêng lẻ. Dù được gọi là số nhưng mã này có thể chứa cả chữ cái. Thông thường trong hoạt động sản xuất, số sêri của đơn vị hàng hóa này sẽ tăng lên từng đơn vị một, hoặc nhảy từng khoảng cố định so với số sêri của đơn vị hàng hóa trước đó. Mặc dù trên các đơn vị hàng hóa có thể có nhiều loại mã số khác nhau, nhưng chỉ một trong số đó là số sêri, còn các số còn lại thì gọi là số danh nghĩa, có vai trò nhận diện bộ phận, định rõ các tùy chọn đã lắp đặt,...

## Ứng dụng
Số xêri có nhiều công năng cụ thể, chẳng hạn nhằm để chống hàng giả hàng nhái, hàng bị ăn cắp. Trên tiền giấy và các loại giấy tờ có khả năng chuyển nhượng có số xêri nhằm ngăn chặn nạn làm giả và để theo dõi tiền/giấy tờ đã bị đánh cắp.
Số xêri có giá trị trong công tác kiểm soát chất lượng do một khi phát hiện sản phẩm lỗi trong một lô sản phẩm thì có thể dựa vào số xêri để biết những sản phẩm nào bị ảnh hưởng.

### Số xêri dành cho hàng hóa vô hình
Có thể dùng số xêri khi cần nhận diện đối tượng vô hình riêng biệt (chẳng hạn phần mềm máy tính) hay nhận diện quyền của người dùng khi họ muốn tham gia trò chơi điện tử trực tuyến cùng nhiều người chơi khác (multiplayer). Phần mềm vi tính có thể đòi hỏi người dùng phải cung cấp số xêri (hay còn gọi là chìa khóa sản phẩm) mà họ nhận được khi mua phần mềm. Chỉ khi người dùng cung cấp số xêri chính xác thì phần mềm mới hoạt động. Nếu ai đó dùng phần mềm mà không có sự cho phép thì có thể thông qua số xêri để tìm người dùng hợp pháp. Thường thì người dùng không thể thử được nhiều khả năng khác nhau hoặc dùng kỹ nghệ đảo ngược nhằm vượt qua rào cản số xêri. Nếu máy tính của người này nối với Internet thì hành vi của họ có thể bị nhà sản xuất theo dõi.

## Cách dùng khác
Thỉnh thoảng một số loại mã cũng gọi mình là "số xêri" mặc dù chúng không đại diện cho một thứ gì riêng lẻ. Chẳng hạn, ISSN (International Standard Serial Number) dùng cho tạp chí hoặc xuất bản phẩm định kỳ hay ISBN (International Standard Book Number) dùng cho sách là những mã số không có chức năng nhận diện riêng một bản ấn phẩm riêng biệt nào mà thay vào đó là để nhận diện một lần in của ấn phẩm. Từ "serial" trong tên gọi của chúng bắt nguồn từ khoa học thư viện, trong đó serial có nghĩa là định kỳ.

## Số học về số xêri
Các giao thức mạng thường dùng số xêri. Tuy nhiên, hầu hết các số này bị giới hạn số bit cố định và sẽ bị tràn (overflow) sau một khoảng thời gian phân bổ đại trà. Vì lẽ đó, các số xêri mới cấp gần đây có khả năng trùng lặp với các số xêri đã cấp rất lâu từ trước. Nhằm tránh tình trạng này, người ta đã ra RFC 1982 với tên gọi "Serial Number Arithmetic" nhằm định ra các quy tắc đặc biệt trong tính toán liên quan đến các loại số xêri này.

### Sách
- Elz, R., & R. Bush (tháng 8 năm 1996), RFC 1982 "Serial Number Arithmetic", Network Working Group.
- Plummer, William W (21 tháng 9 năm 1978), "Sequence Number Arithmetic" Lưu trữ ngày 21 tháng 12 năm 2008 tại Wayback Machine. Cambridge, MA: Bolt Beranek and Newman, Inc.